# Décès en septembre 2004
Décès
- 2000
- 2001
- 2002
- 2003
- 2004
- 2005
- 2006
- 2007
- 2008

Pour une information complémentaire, voir la page d'aide.

| Date          | Nom                    | Activités                                                         | Âge | Source |
| ------------- | ---------------------- | ----------------------------------------------------------------- | --- | ------ |
| 1er septembre | Louis Favoreu          | Juriste et universitaire français                                 | 67  |        |
| 2 septembre   | Vonda Phelps           | enfant star du cinéma muet américain                              | 89  |        |
| 3 septembre   | André Stil             | écrivain et journaliste français                                  | 83  |        |
| 4 septembre   | Samira Bellil          | Éducatrice et écrivaine française d'origine algérienne            | 31  |        |
| 4 septembre   | Alphonso Ford          | joueur de basket-ball américain                                   | 32  |        |
| 4 septembre   | Serge Marquand         | acteur et producteur français                                     | 74  |        |
| 4 septembre   | Bram Vermeulen         | chanteur, compositeur, comédien, peintre et volleyeur néerlandais | 57  |        |
| 6 septembre   | Antonio Corpora        | peintre expressionniste et abstrait italien                       | 95  | (en)   |
| 7 septembre   | Maurice Frot           | écrivain français                                                 | 76  |        |
| 7 septembre   | Beyers Naudé           | pasteur blanc sud africain                                        | 89  |        |
| 8 septembre   | Mohammad Jusuf         | militaire et homme politique indonésien                           | 76  |        |
| 8 septembre   | Raymond Marcellin      | homme politique français                                          | 90  |        |
| 8 septembre   | Franklin Thomas        | Dessinateur et animateur américain                                | 92  |        |
| 9 septembre   | Jean-Daniel Pollet     | cinéaste français                                                 | 68  |        |
| 11 septembre  | Juraj Beneš,           | Compositeur, pianiste et enseignant slovaque                      | 64  |        |
| 11 septembre  | Margaret Kelly         | danseuse française et irlandaise                                  | 94  |        |
| 11 septembre  | Pétros VII             | pape et patriarche orthodoxe d'Alexandrie                         | 55  |        |
| 12 septembre  | Max Abramovitz         | Architecte américain                                              | 96  |        |
| 12 septembre  | Georgette Piccon       | Artiste peintre figurative française                              | 84  |        |
| 15 septembre  | Johnny Ramone          | guitariste américain                                              | 55  |        |
| 16 septembre  | Dolly Rathebe          | chanteuse de jazz sud-africaine                                   | 74  |        |
| 18 septembre  | Russ Meyer             | réalisateur et photographe américain                              | 82  |        |
| 18 septembre  | Jean-Pierre Médan      | Footballeur français.                                             | 91  |        |
| 19 septembre  | Eddie Adams            | Photojournaliste américain                                        | 71  |        |
| 19 septembre  | Catherine Doléans-Dade | Mathématicienne franco-américaine                                 | 62  |        |
| 19 septembre  | Simone Perl            | résistante française                                              | 86  |        |
| 20 septembre  | Brian Clough           | Footballeur anglais                                               | 69  |        |
| 23 septembre  | André Hazes            | Chanteur néerlandais                                              | 53  |        |
| 23 septembre  | Raja Ramanna           | physicien indien                                                  | 79  |        |
| 24 septembre  | Pierre de Hauteclocque | militaire français                                                | 94  |        |
| 24 septembre  | Françoise Sagan        | Écrivain française                                                | 69  |        |
| 27 septembre  | Jean Domenger          | Footballeur français.                                             | 74  |        |
| 29 septembre  | Jean-Pierre Blanc      | homme politique français                                          | 84  |        |
| 29 septembre  | Richard Sainct         | Pilote de moto français                                           | 34  |        |
| 29 septembre  | Balamani Amma          | Poétesse indienne                                                 | 95  |        |
| 30 septembre  | Iggie Wolfington       | acteur américain                                                  | 83  |        |